# Wayland (Iowa)
Wayland és una població dels Estats Units a l'estat d'Iowa. Segons el cens del 2000 tenia 945 habitants.

## Demografia
Segons el cens del 2000, Wayland tenia 945 habitants, 373 habitatges, i 264 famílies. La densitat de població era de 424,3 habitants/km².
Dels 373 habitatges en un 29,8% hi vivien nens de menys de 18 anys, en un 60,1% hi vivien parelles casades, en un 8,6% dones solteres, i en un 29% no eren unitats familiars. En el 25,5% dels habitatges hi vivien persones soles el 17,4% de les quals corresponia a persones de 65 anys o més que vivien soles. El nombre mitjà de persones vivint en cada habitatge era de 2,41 i el nombre mitjà de persones que vivien en cada família era de 2,88.
Per edats la població es repartia de la següent manera: un 23,9% tenia menys de 18 anys, un 7,1% entre 18 i 24, un 23,3% entre 25 i 44, un 19,5% de 45 a 60 i un 26,2% 65 anys o més.
L'edat mediana era de 42 anys. Per cada 100 dones de 18 o més anys hi havia 74,5 homes.
La renda mediana per habitatge era de 35.667 $ i la renda mediana per família de 40.909 $. Els homes tenien una renda mediana de 30.081 $ mentre que les dones 19.688 $. La renda per capita de la població era de 15.717 $. Entorn del 4,3% de les famílies i el 5,7% de la població estaven per davall del llindar de pobresa.

## Poblacions més properes
El següent diagrama mostra les poblacions més properes.